# Monument à Philippe IV
 (signalé en mai 2025).
Si vous disposez d'ouvrages ou d'articles de référence ou si vous connaissez des sites web de qualité traitant du thème abordé ici, merci de compléter l'article en donnant les références utiles à sa vérifiabilité et en les liant à la section « Notes et références ».
- Archive Wikiwix
- Bing
- Cairn
- DuckDuckGo
- E. Universalis
- Gallica
- Google
- G. Books
- G. News
- G. Scholar
- Persée
- Qwant
- (zh) Baidu
- (ru) Yandex
- (wd) trouver des œuvres sur Wikidata

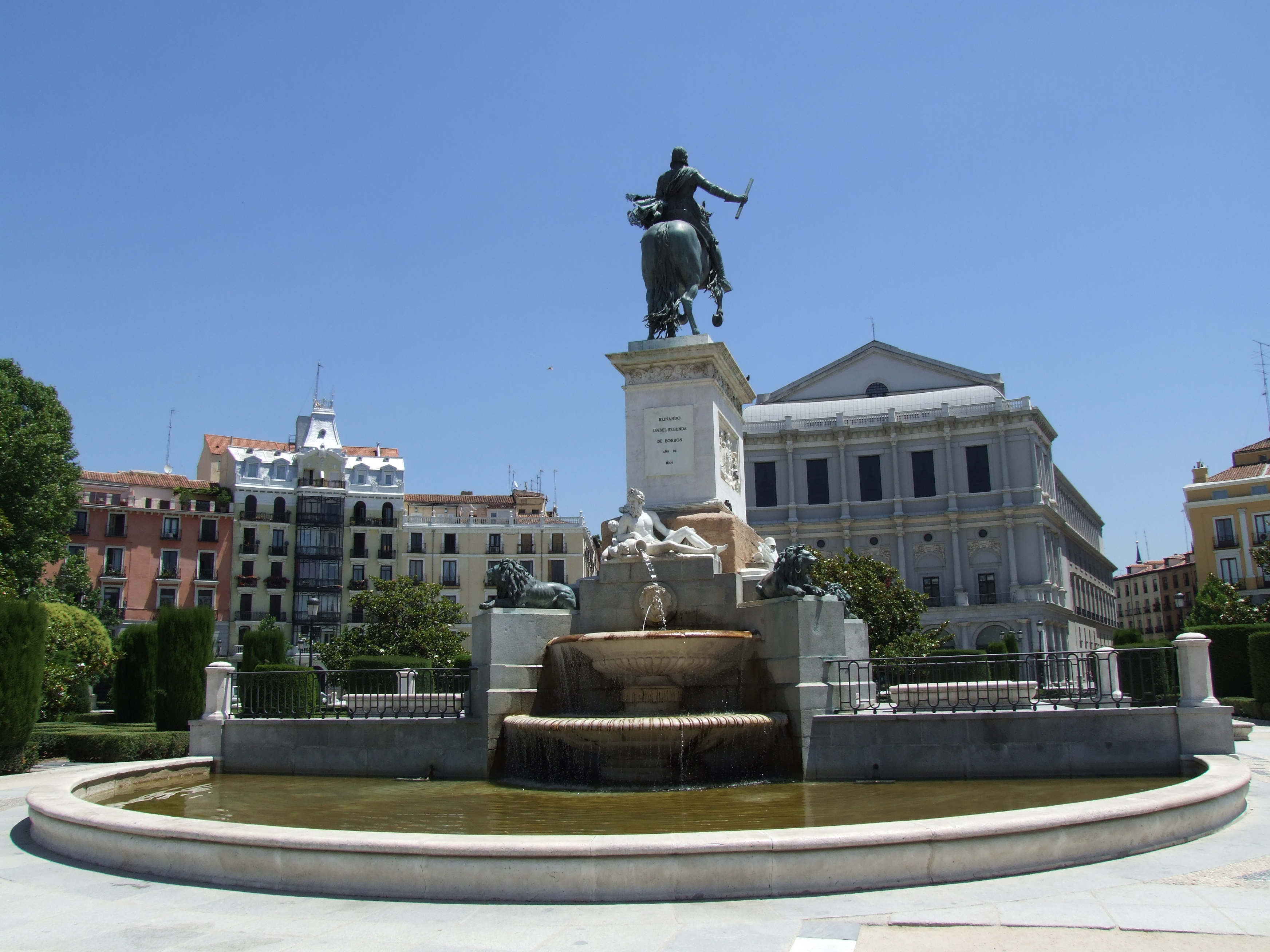
Côté ouest.

Le monument à Philippe IV ou fontaine de Philippe IV est un mémorial consacré à Philippe IV d'Espagne situé au centre de la place de l'Orient (Plaza de Oriente) à Madrid, en Espagne. 

## Histoire
Le monument est élevé sur l'insistance d'Isabelle II d'Espagne dans la première moitié du XIXe siècle, et inauguré le 17 novembre 1843, un an avant que Narciso Pascual Colomer ne propose le plan définitif de la place.

## Sculpture
La statue équestre du roi date du XVIIe siècle et a été réalisée par le sculpteur italien Pietro Tacca. Il commence le travail en 1634 et expédie l'œuvre à Madrid en 1640, l'année de sa mort. La sculpture, au sommet d'une composition de fontaine compliquée, forme la pièce maîtresse de la façade du palais royal. La statue est basée sur des dessins de Diego Velázquez et un buste de Juan Martínez Montañés (qui a également collaboré à l'œuvre). L'audacieuse stabilité de la statue a été calculée par Galileo Galilei : le cheval se cabre, et tout le poids de la sculpture repose sur les deux pattes arrière — et, discrètement, sa queue — un exploit qui n'avait jamais été tenté dans une sculpture d'une telle taille, et dont Léonard avait rêvé.